# Бронсон (фильм)
«Бро́нсон» (англ. Bronson) — художественный фильм о жизни знаменитого заключённого Чарльза Бронсона. Режиссёр фильма — Николас Виндинг Рефн. Производство и распространение фильма взяла на себя компания Vertigo Films. В Великобритании фильм выпущен 27 февраля 2009 года.

## Сюжет
История жизни британского заключённого Чарльза Бронсона (при рождении Майкла Гордона Питерсона, р. 1952). Родившись в благополучной британской семье среднего класса, Бронсон, несмотря на это, становится одним из самых опасных британских преступников. Также Бронсон известен тем, что провёл «за решёткой», преимущественно в карцере, почти всю свою жизнь.

## В ролях
- Том Харди — Чарльз Бронсон
- Мэтт Кинг — хозяин ночного клуба, бывший заключённый
- Келли Адамс — Ирэн Питерсон, жена Чарльза

## Производство
Для данной роли Том Харди общался по телефону с реальным Чарльзом Бронсоном, а также встречался с ним лично. В ходе встреч, Бронсон был настолько впечатлён подготовкой Харди к роли, а также мыслью, что его жизнь увековечат в фильме, что сбрил свои фирменные усы и отправил их актеру, чтобы тот мог носить их на съёмках. Для роли Том Харди набрал 19 килограммов мышечной массы.